# Hunteria zeylanica
Hunteria zeylanica là một loài thực vật có hoa trong họ La bố ma. Loài này được (Retz.) Gardner ex Thwaites mô tả khoa học đầu tiên năm 1860.